# Château de Beaubigné
Le château de Beaubigné est situé sur la commune du Fromentières, dans le département de la Mayenne. Il est situé sur la route de Château-Gontier à Laval, dominant la vallée de la Mayenne. Un signal de la carte d'état-major y était placé à la fin du XIXe siècle. Un moulin existait sur la Mayenne au XVe siècle.

## Désignation
- Château et chapelle avec bois de haute futaie (Jaillot).
- Château et village (Cassini).

## Histoire
La seigneurie, qui avait haute justice, relevait de Ruillé par Fromentières.

## Description
Le château de Beaubigné est un ancien logis seigneurial de la fin du XVe siècle, agrandi au début du XVIIe siècle. Restauré au XIXe siècle par l'architecte Jules Dussauze, le château est complété par l'édification de communs et la création de jardins. La terrasse, dominant la vallée de la Mayenne, traitée « à la française » avec un parterre autrefois orné de broderies de buis et un parterre ponctué de remarquables topiaires d’ifs, témoigne alors du renouveau du jardin régulier. En revanche, à l’ouest et au nord du logis se développent un parc paysager et un vaste potager pourvu d’une ancienne serre et d’une orangerie.
Le château se compose d'un corps de logis et d'une aile en retour d'équerre. La façade principale est ornée de fenêtres étagées et reliées entre elles avec des frontons aigus ou arrondis en pénétration dans le toit. Des écussons, tous mutilés, se voyaient aux frontons et aux dessus de porte.

## Chapelle
La chapelle isolée, fut édifiée et consacrée sous le vocable de Saint-Julien-le-Martyr[Lequel ?] et de Saint-Antoine[Lequel ?], puis dotée, en 1444, pour une fondation de trois messes par semaine, sur les dîmes de Méfremont et quelques autres biens. Gilles Marais, ancien professeur au collège de Château-Gontier, en fut chapelain en 1748.

## Histoire
Le château de Beaubigné fait l’objet d’une inscription au titre des monuments historiques par arrêté du 19 août 2002.

## Seigneurs
- Lucas de Baubigné, 1253.
- Huet de Baubigné, procureur de Guillaume de Craon, 1337.
- Thibault de Baubigné, cité en 1365 pour un contrat avec l'abbé de la Roë et décédé à Château-Gontier, 1381. Le nom subsiste et la famille possède encore au XVe siècle quelques parties du domaine, puisqu'on connaît encore Jeanne de Baubigné, et Marguerite d'Olivet, veuve de Jean de Baubigné, citée aux assises de Fromentières, en 1416. Pourtant Hugues ou Pierre d'Arquenay est seigneur de Baubigné en 1389. En 1543, Jean du Boisjourdan décharge René de Baubigné de l'arrière-ban, moyennant finances.
- Jean Bahoul, du chef de Jeanne d'Arquenay 1408 et aussi par acquisition personnelle et cession des droits de Guillaume Bahoul, son père. Sa veuve obtient des Anglais sauf-conduit pour habiter avec ses enfants en pays « apatissé » ; elle était morte, après avoir fondé la chapelle, en 1457.
- Hugues d'Arquenay, 1461, 1496.
- Guyon d'Arquenay, 1503.
- Marguerite d'Avaugour, 1508, 1514.
- Guy d'Arquenay, 1527, 1534.
- Antoine d'Arquenay, 1538, 1546.
- Claude d'Arquenay, 1570.
- Nicolas d'Angennes, mari de Jeanne d'Arquenay, 1571, 1607.
- Charlotte Leliepvre, veuve de Guy Lasnier, acquéreur, seigneur de l'Effretière, conseiller au grand conseil, 1609.
- Guillaume Lasnier, aussi du grand conseil, mort le 17 novembre 1661 ; Marthe Lefebvre de la Faluère, sa veuve, lui fut réunie dans la Chapelle des Ursulines d'Angers, le 25 juillet 1716, « après 55 ans de viduité, passés dans tous les exercices de la vertu et de la piété ».
- René du Tertre de Mée, 1712, pour un tiers ; le reste appartenant à Paul de Brunetière, et à Pierre-Charles de Langan.
- Paul du Tertre, seigneur de Soucé, la Forêt d'Aubert, dont la femme, Bernardine Bionneau, fut inhumée dans la chapelle Saint-Jacques du Bourgneuf le 30 novembre 1717.
- Jean-Baptiste du Tertre, seigneur de Brissarthe et de Miré, qui épouse à Château-Gontier Renée-Gabrielle Trochon, fille de René Trochon, sieur de la Chapelle, 1722 ; il habita toujours Baubigné, † 1779. Jean-Baptiste du Tertre et Renée-Gabrielle Trochon se font donation mutuelle le 16 mars 1723.
- Jean-Baptiste-Hyacinthe-Marie du Tertre, maréchal de camp, assiste à l'assemblée de la noblesse à Angers, 1789.ean-Baptiste-Hyacinthe-Marie du Tertre, maréchal des camps et armées du roi, vendit pour 160.000 ₶ à Marie-L. de Létendart, veuve de Jean-Henri Dumont, le 31 juillet 1784 ; mais il y eut probablement retrait.
- Au XIXe siècle, Baubigné est passé des Préaux à la famille Vincent de Champorin.